# پرایدجهانی

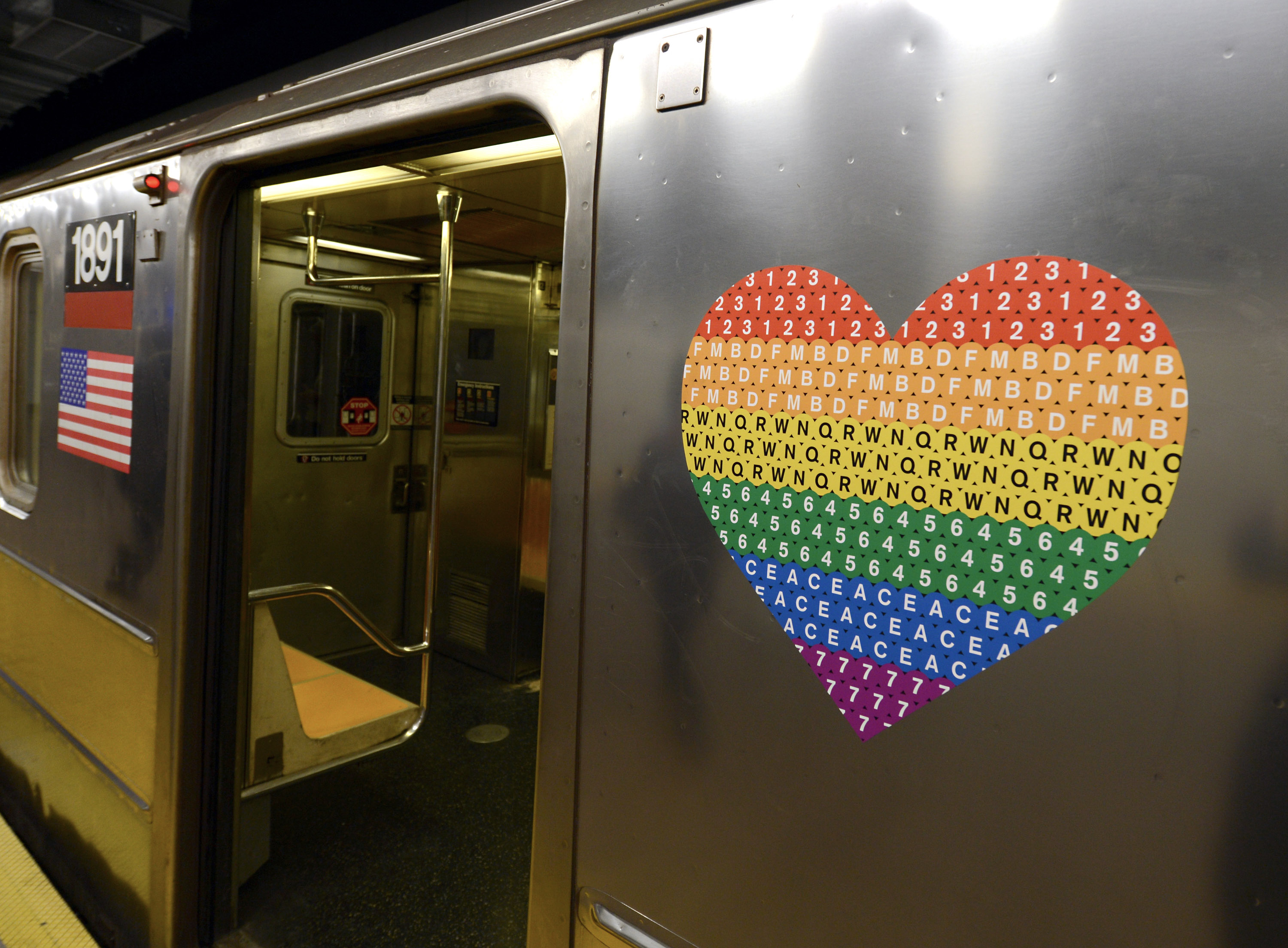
سیستم مترو شهر نیویورک، با آرم‌های قلب رنگین کمان به نشانه افتخار به همجنسگرایی. نیویورک بزرگترین رویداد ال‌جی‌بی‌تی در تاریخ را در سال ۲۰۱۹ با ۵ میلیون نفر شرکت کننده جشن گرفت.

پرایدجهانی، دارای مجوز از اینترپراید، رویدادی است که از طریق رژه‌ها، جشنواره‌ها و سایر فعالیت‌های فرهنگی، مسائل لزبین‌ها، گی‌ها، دوجنسگرایان، تراجنسیتی‌ها و افتخار به همجنسگرایی را در سطح بین‌المللی ارتقا می‌دهد. افتتاحیه پرایدجهانی در سال ۲۰۰۰ در رم برگزار شد. جشن‌های پرایدجهانی در هر سال جز بزرگترین رویدادهای ال‌جی‌بی‌تی هستند. 

## رویدادها
| شماره | سال  | میزبان              |
| ----- | ---- | ------------------- |
| 1     | 2000 | ایتالیا             |
| 2     | 2006 | اسرائیل             |
| 3     | 2012 | بریتانیا            |
| 4     | 2014 | کانادا              |
| 5     | 2017 | اسپانیا             |
| 6     | 2019 | ایالات متحده آمریکا |
| 7     | 2021 | دانمارک/ سوئد       |
| 8     | 2023 | استرالیا            |
| 9     | 2025 | تایوان              |

## پرایدجهانی، رم سال ۲۰۰۰

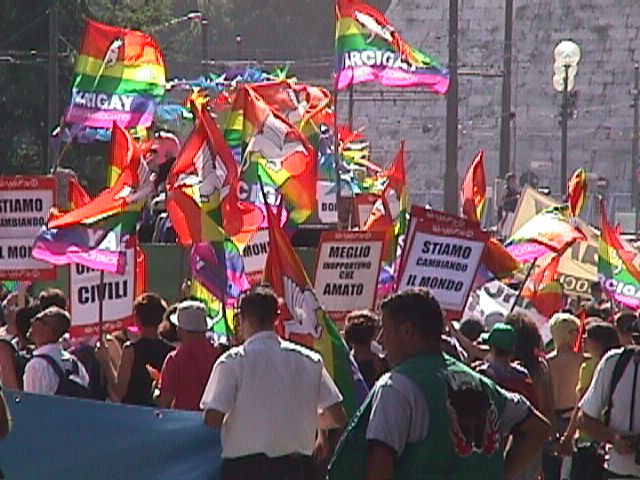
تصویری از اولین پرایدجهانی که در ۸ ژوئیه ۲۰۰۰ در رم برگزار شد.

در شانزدهمین کنفرانس سالانه اینترپراید، که در اکتبر ۱۹۹۷ در شهر نیویورک برگزار شد، اعضای اینترپراید به ایجاد عنوان «پرایدجهانی» رأی دادند و آن را از اول ژوئیه تا ۹ ژوئیه ۲۰۰۰ به شهر رم، ایتالیا اعطا کردند. این رویداد توسط گروه حقوق همجنسگرایان ایتالیایی ماریو میلی (Mario Mieli) همراه با اینترپراید برگزار شد.
مقامات رم قول داده بودند که ۲۰۰٬۰۰۰ دلار آمریکا برای این مراسم هزینه کنند، اما با مخالفت وحشیانه واتیکان و سیاسیون محافظه کار، شهردار چپ‌گرای رم، فرانچسکو روتلی، در ۳۰ مه ۲۰۰۰ حمایت مالی خود را پس گرفت. ساعاتی پس از این اعلامیه، روتلی در واکنش به انتقادات تند چپ، نظر خود را عوض کرد. او بودجه را بازگرداند و قول داد که درمورد مجوزها کمک کند، اما حاضر به عقب‌نشینی از خواسته سازمان دهندگان برای حذف آرم شهرداری از مواد تبلیغاتی نشد. این رویداد با مخالفت سرسخت پاپ ژان پل دوم روبرو شد و آن را نقض حرمت بسیاری از زائران کاتولیکی که برای مراسم بزرگداشت کلیسای کاتولیک از رم دیدن می‌کردند دانست. پاپ ژان پل دوم در جریان مراسم پرایدجهانی ۲۰۰۰ در میدان سنت پیتر با حضور در جمع مردم اظهار داشت: «این توهین به ارزشهای مسیحی شهری است، که برای کاتولیک‌های سراسر جهان بسیار عزیز است.»
برگزارکنندگان ادعا کردند ۲۵۰٬۰۰۰ نفر در راهپیمایی به سمت کولوسئوم و سیرک ماکسیموس، دو تا از معروف‌ترین مکانهای باستانی رم، خضور داشتند. این یکی از بزرگترین جمعیت‌هایی بود که بعد از دهه‌ها در رم جمع شده بود. از جمله برنامه‌های برنامه‌ریزی شده می‌توان به کنفرانس‌ها، نمایش مد، رژه بزرگ، رقص چرمی و کنسرت با حضور گلوریا گینور، ویلیج پیپل، روپال و جری هالیول اشاره کرد.

## پرایدجهانی، اورشلیم ۲۰۰۶
بیست و دومین کنفرانس سالانه اینترپراید، در اکتبر ۲۰۰۳ در مونترال، کبک، کانادا برگزار شد. در این کنفرانس بیش از ۱۵۰ نماینده از ۵۱ شهر از سراسر جهان حضور داشتند، در این کنفرانس نمایندگان رأی دادند که پیشنهاد خانه آزاد اورشلیم برای میزبانی پرایدجهانی ۲۰۰۶ در شهر مقدس پذیرفته شود.
اولین تلاش برای برگزاری پرایدجهانی در اورشلیم در سال ۲۰۰۵ بود، اما به دلیل تنش‌های ناشی از خروج اسرائیل از نوار غزه، به سال ۲۰۰۶ موکول شد. این رویداد با نام «عشق بدون مرز» به عنوان رد شدن از بسیاری از موانع موجود در اسرائیل و رد شدن از موانع برای همجنسگرایان بود. این افتخار جهانی یک پروژه مهم از خانه آزاد اورشلیم، مرکز جامعه همجنسگرایان شهر بود.
پس از انتخاب اورشلیم برای برگزاری پرایدجهانی ۲۰۰۶، شهر تل آویو اعلام کرد که برای اطمینان از حضور بیشتر اسرائیلی‌ها در راهپیمایی اصلی، راهپیمایی پراید سالانه آخر هفته خود را لغو می‌کند. با شروع پرایدجهانی در سال ۲۰۰۶، مراسم اصلی در تاریخ ۶ اوت برگزار شد، اما از همان ابتدا با مخالفت شدید یهودیان ارتدوکس مذهبی، مسلمانان و رهبران مسیحی، اسرائیلی روبرو شد. یک هفته این رویدادها طبق برنامه برگزار شد. این رویدادها شامل پنج کنفرانس، جشنواره فیلم، نمایشگاه‌ها و رویدادهای سیاسی و ادبی بود. با این حال، به دلیل درگیری‌های اسرائیل و لبنان در سال ۲۰۰۶، دولت اورشلیم با اعلام اینکه سرباز کافی برای محافظت از راهپیمایان ندارد، راهپیمایی را لغو کرد. این رژه لغو شد اما خانه آزاد اورشلیم اعلام کرد پس از توافق با پلیس و شهرداری در ۱۰ نوامبر این رژه را برگزار می‌کند.

## پرایدجهانی، لندن ۲۰۱۲

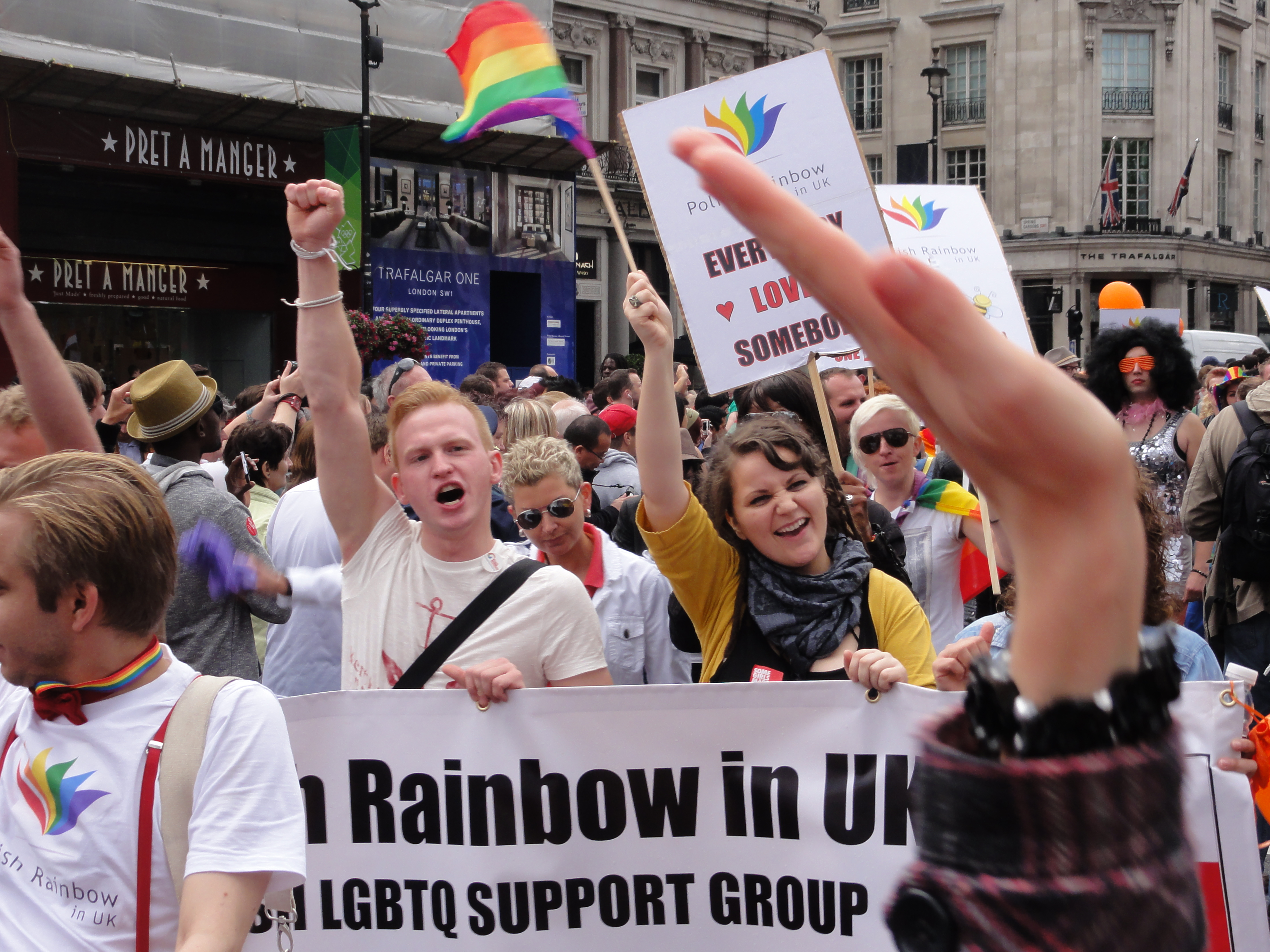
پرایدجهانی لندن ۲۰۱۲

بیست و هفتمین کنفرانس سالانه اینترپراید، که در اکتبر ۲۰۰۸ در ونکوور کانادا برگزار شد، رأی به قبول پیشنهاد لندن پراید برای میزبانی پرایدجهانی ۲۰۱۲ در پایتخت انگلستان درست قبل از بازی‌های المپیک، پارالمپیک لندن و جشن‌های الماس ملکه الیزابت دوم که از قبل پیش‌بینی شده بودند، دادند. لندن پراید یک رژه با فلوت (نوعی سکوی تزیین شده حرکت کننده)، یک منطقه بزرگ برای رژه در میدان ترافالگار با مهمانی‌های خیابانی در میدان طلایی و سوهو در نظر گرفت.
با این حال، رویداد پرایدجهانی لندن در یک جلسه اضطراری همه در ۲۷ ژوئن ۲۰۱۲، ۹ روز قبل از برگزاری این رویداد و دو هفته پس از شروع جشنواره، به‌طور قابل توجهی «کوچک» شد. برگزارکنندگان پراید لندن در تأمین اعتبار لازم برای پیمانکاران مناطق اصلی کار موفق نبودند و آنها اعلام کردند که همه فعالیت‌ها در حال قطع یا تعلیق هستند. ایونینگ استاندارد گزارش داد که به چهار پیمانکار سال گذشته رویداد پراید ۶۵۰۰۰ پوند بدهی آن‌ها پرداخت نشده‌است، هرچند این امر توسط لندن پراید رد شد. در نتیجه، سرگرمی‌ها و کنسرت‌ها همه لغو شد و درخواست‌های مجوز برای مهمانی‌های خیابان سوهو پس گرفته شد. در عوض، برنامه‌های این رویداد شامل یک رژه (بدون فلوت و وسایل نقلیه) و یک تجمع قابل توجه در میدان ترافالگار بود. در ۵ ژوئیه، پلیس متروپولیتن با صدور اطلاعیه ای در رابطه با مقررات مجوز به تمام اماکن خیابان سوهو، یادآوری کرد که پراید لندن فاقد مجوز برای رویدادهای خیابانی در منطقه سوهو است و بنابراین اماکن باید مانند «یک روز عادی» رفتار کنند.
پیتر تتچل و دستیار سابق مدیر لندن پراید، جیمز-جی والش، در مقاله ای برای پینک نیوز، از مدیریت پرایدجهانی توسط لندن پراید انتقاد کردند. تتچل گفت: "حق و باطل هرچه باشد، این کوچک کردن پرایدجهانی برای لندن و جامعه ال‌جی‌بی‌تی ما شرم آور است. ما به افراد دگرباش جنسی در سراسر جهان قول یک رویداد خارق العاده و تماشایی را دادیم. اکنون به نظر می‌رسد پرایدجهانی در لندن به عنوان یک رویداد کمتر از حد تصور در تاریخ ثبت خواهد شد. ما نه تنها افراد ال جی بی تی را در انگلیس نا امید می‌کنیم، بلکه در سراسر دنیا به اعتماد و اطمینان افراد ال‌جی‌بی‌تی خیانت می‌کنیم. این یک فاجعه مطلق است. " والش افزود: "این کار پراید لندن را برای سالهای آینده خراب خواهد کرد. پراید لندن تمرکز خود را به عنوان یک سازمان مبارزات دگرباشان جنسی از دست داده‌است، تمرکز سازمان باید بر برنامه‌ها باشد و نه سیاست، این همان چیزی است که جامعه به آن احتیاج دارد تا به قانون گذاری در مورد ازدواج برابر و حقوق دگرباشان جنسی هم در انگلیس و هم در سراسر جهان دست یابد. "
به دنبال فشار جامعه، لندن پراید، یک مؤسسه خیریه ثبت شده از سال ۲۰۰۴، از برگزاری برنامه‌های آینده پراید در لندن کناره‌گیری کرد.

## پرایدجهانی، تورنتو ۲۰۱۴

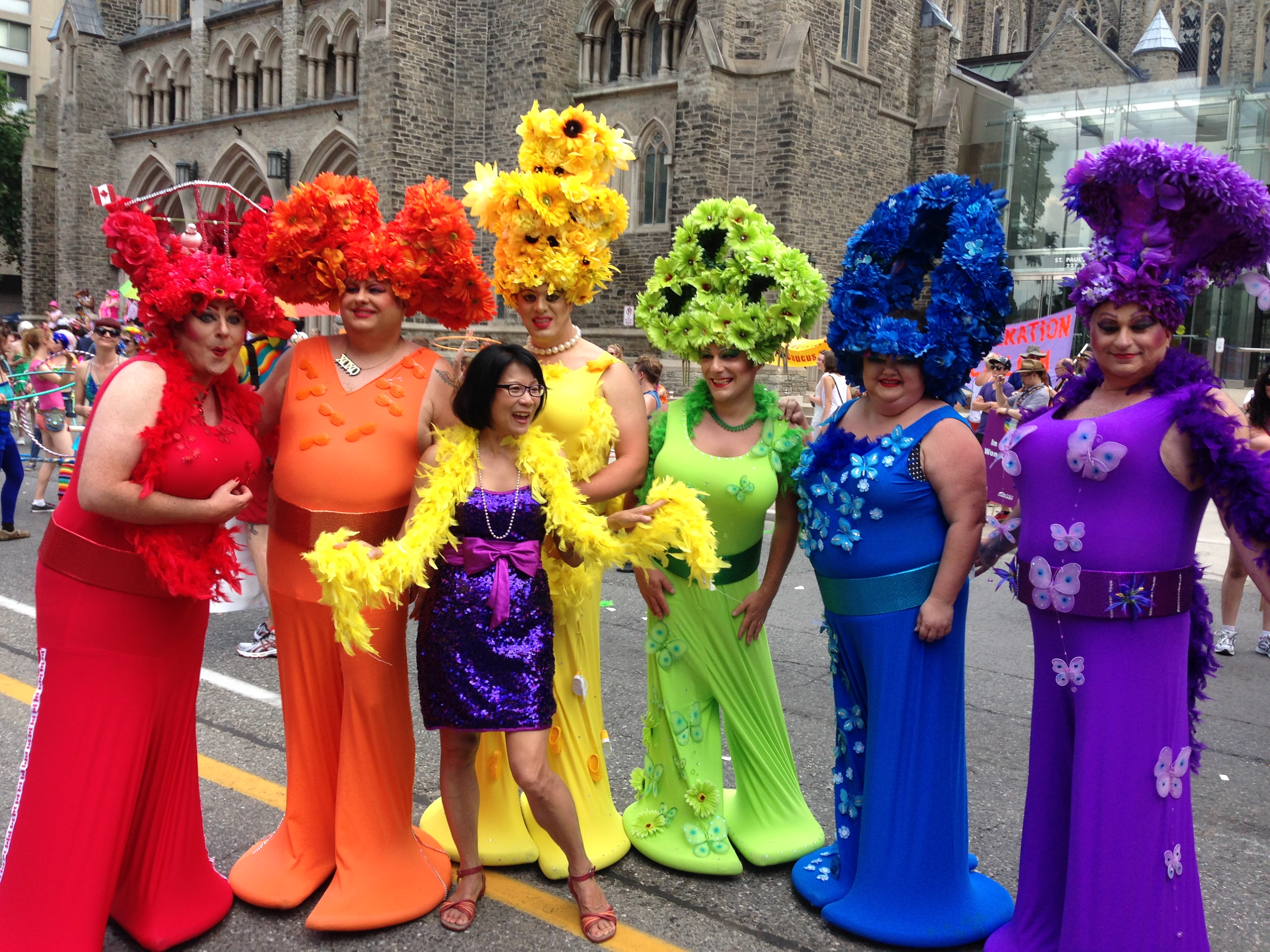
اولیویا چاو در میزبانی پرایدجهانی در سال ۲۰۱۴،تورنتو، کانادا

پراید تورنتو، با مشارکت آژانس گردشگری شهر تورنتو، تورنتو توریسم، پیشنهاد میزبانی پرایدجهانی ۲۰۱۴ را از ۲۰ ژوئن تا ۲۹ ژوئن ۲۰۱۴ در تورنتو، انتاریو، کانادا ارائه کرد. در بیست و هشتمین کنفرانس سالانه اینترپراید، که در اکتبر ۲۰۰۹ در سن پترزبورگ، فلوریدا، ایالات متحده برگزار شد، به پیشنهاد تورنتو پراید برای میزبانی پرایدجهانی ۲۰۱۴ برای اولین بار در آمریکای شمالی رأی مثبت داده شد. در دور اول رأی‌گیری، تورنتو با ۷۷ رأی به ۶۱ رای استکهلم برنده شد. در دور دوم رأی‌گیری استکهلم حذف شد و تورنتو ۷۸٪ آرا را به دست آورد، ۲/۳ آرا مورد نیاز برای نهایی کردن روند انتخاب را به دست آورد.

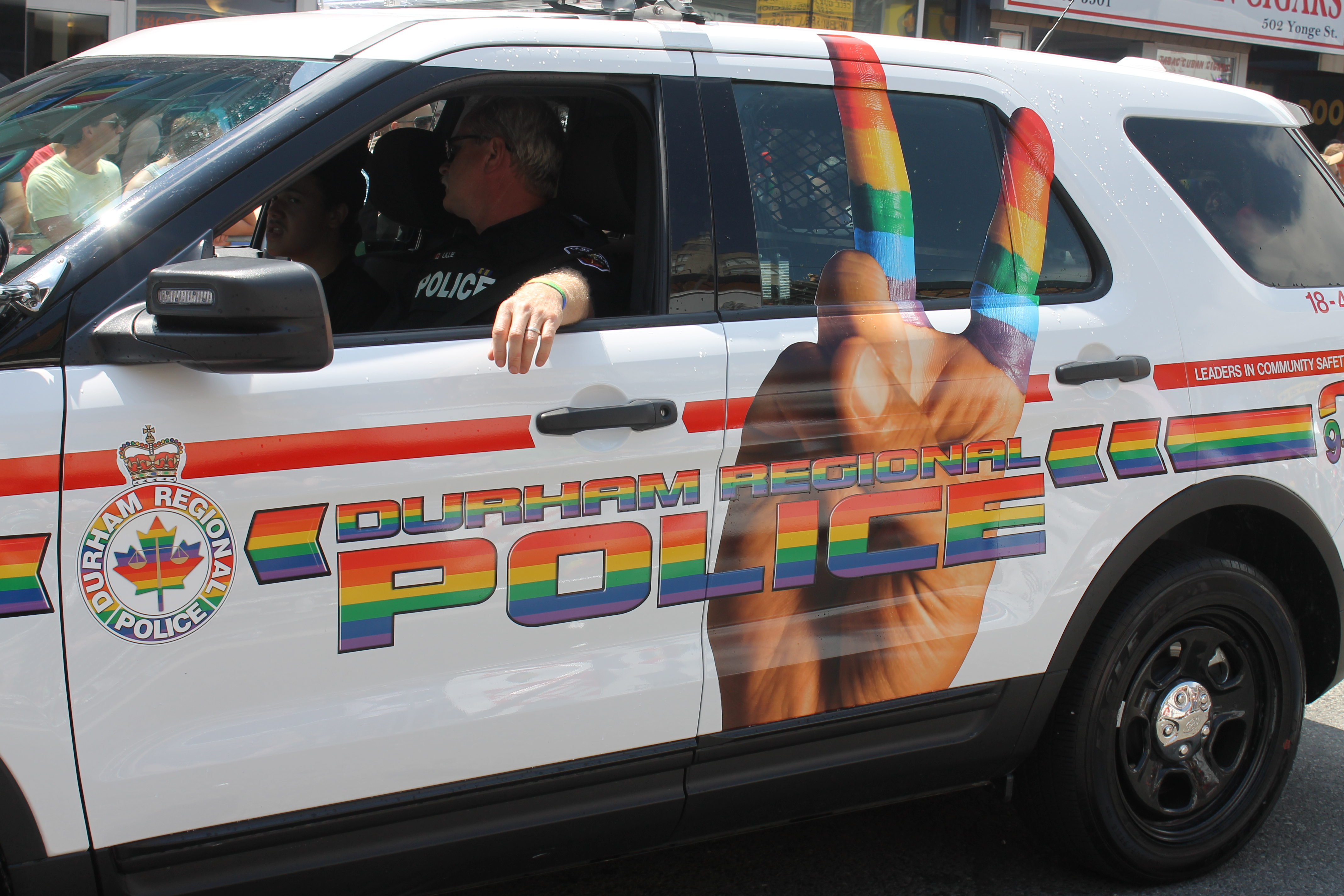
ماشین پلیس منطقه دورهم در جشن پراید ۲۰۱۴

مراسم جشن، پرایدجهانی ۲۰۱۴ شامل برگزاری یک مراسم افتتاحیه در میدان نیتن فیلیپس با اجرای کنسرت توسط ملیسا آتریج، دبورا کوکس، استیو گرند و تام رابینسون، یک کنفرانس بین‌المللی حقوق بشر با شرکت یوهانا سیگورداردوتیر، فرانک موگیشا و ادی ویندزور، یک مراسم جشن و جوایز و رویدادهای اجتماعی از جمله روز کانادا و جشن‌های روز استقلال آمریکا و نمایشگاهی به مناسبت چهل و پنجمین سالگرد شورش‌های استون وال بود. در سه روز از این جشن ده روزه سه راهپیمایی برگزار شد: راهپیمایی ترنس‌ها، راهپیمایی دایک‌ها (گروهی از لزبین‌ها) و رژه جهانی افتخار. از میان این راهپیمایی‌ها، راهپیمایی‌های ترنس‌ها و دایک‌ها بیشتر سیاسی بود در حالی که مراسم رژه پرایدجهانی جشن بیشتری داشت و شامل فلوت‌ها (نوعی سکوی تزیین شده حرکت کننده)، برنامه‌های موسیقی و رقاصان بود. هر سه راهپیمایی از طولانی‌ترین راهپیمایی‌ها در تاریخ کانادا بودند. بیش از ۱۲۰۰۰ نفر برای راهپیمایی در رژه پرایدجهانی ثبت نام کردند و بیش از ۲۸۰ فلوت (نوعی سکوی تزیین شده حرکت کننده) برای این رژه آماده شد. این رژه بیش از پنج ساعت به طول انجامید و این یکی از طولانی‌ترین رژه‌های تاریخ تورنتو بود. نماینده این رژه برنت هاوکس، کشیش کلیسای متروپولیتن جامعه تورنتو بود و فعال گرجی، آنا رخویاویلی، به عنوان نماینده بین‌المللی خدمت می‌کرد.
برنامه‌های تفریحی زیادی در محله چرچ اند ولزی (محله همجنسگرایان تورنتو) شامل نمایش درگ کوئین‌ها، نمایش‌های بورلسک، نمایش‌های فرهنگی و برنامه‌های موسیقی از جمله کارلی ری جپسن، پیچز، علیه من بود!، هرکول و روابط عاشقانه ،شلی رایت، بخش پنسی، لیدیا لانچ، نایلون‌ها، کی. دی. لنگ، کارول پاپ، باشگاه چتربازی (گروه موسیقی)، اژدها و کلیک‌ها برگزار شد. پی فلگ یک پرچم رنگین کمان، را که بر روی یک میله پرچم قرار داشت را در بالای میخانه چرچ موس اند فرکن(Churchmouse and Firkin) نصب کرد، این پرچم به‌طور خودکار خود را بر اساس حجم تفسیر مثبت یا منفی در مورد موضوعات ال‌جی‌بی‌تی در توییتر بالا و پایین می‌برد، و هشتگ افتخار را بالا ببر(raisethepride#) را به افراد مایل به کمک در بالا بردن پرچم معرفی می‌کند.
شعار این رویداد «برخیز» بود. پرچز کلاب(Parachute Club)، برای آهنگ " برخیز " سال ۱۹۸۳ که مدت هاست به عنوان سرود همجنسگرایان در کانادا شناخته می‌شود، یک هفته قبل از جشن، یک ریمیکس منتشر کرد.
در مراسم اختتامیه که پس از رژه در میدان Yonge-Dundas برگزار شد، اجراهای برجسته ای از تیگن و سارا، روبن اس، سی سی پنیستن ،ریچ اوکان، گاد-دیز اند شی و شکارچی ولنتاین به نمایش گذاشته شد.
هنگام تخمین تأثیر اقتصادی احتمالی پرایدجهانی برای تورنتو، مقامات تورنتو پراید گفتند که هفته پراید در سال ۲۰۰۹ حدوداً یک میلیون نفر را به تورنتو کشانده و ۱۳۶ میلیون دلار کانادا به اقتصاد شهر کمک کرده و اظهار داشتند که انتظار دارند تأثیر پرایدجهانی حدود ۵ برابر بیشتر باشد. نتایج نشان داد که پرایدجهانی ۷۹۱ میلیون دلار کانادا درآمد کسب کرده‌است که تقریباً شش برابر رقم سال ۲۰۰۹ است.

## پرایدجهانی، مادرید ۲۰۱۷
در اکتبر ۲۰۱۲، اعضای اینترپراید در کنفرانس سالانه خود در بوستون، ماساچوست، ایالات متحده رای دادند که پرایدجهانی ۲۰۱۷ به شهر مادرید، اسپانیا اعطا شود. دیگر شهرهای نامزد میزبانی این رویداد در سال ۲۰۱۷ برلین و سیدنی بودند، اما مادرید در رای‌گیری از بیش از ۸۰ هیئت از سراسر جهان به اتفاق آرا پیروز شد.

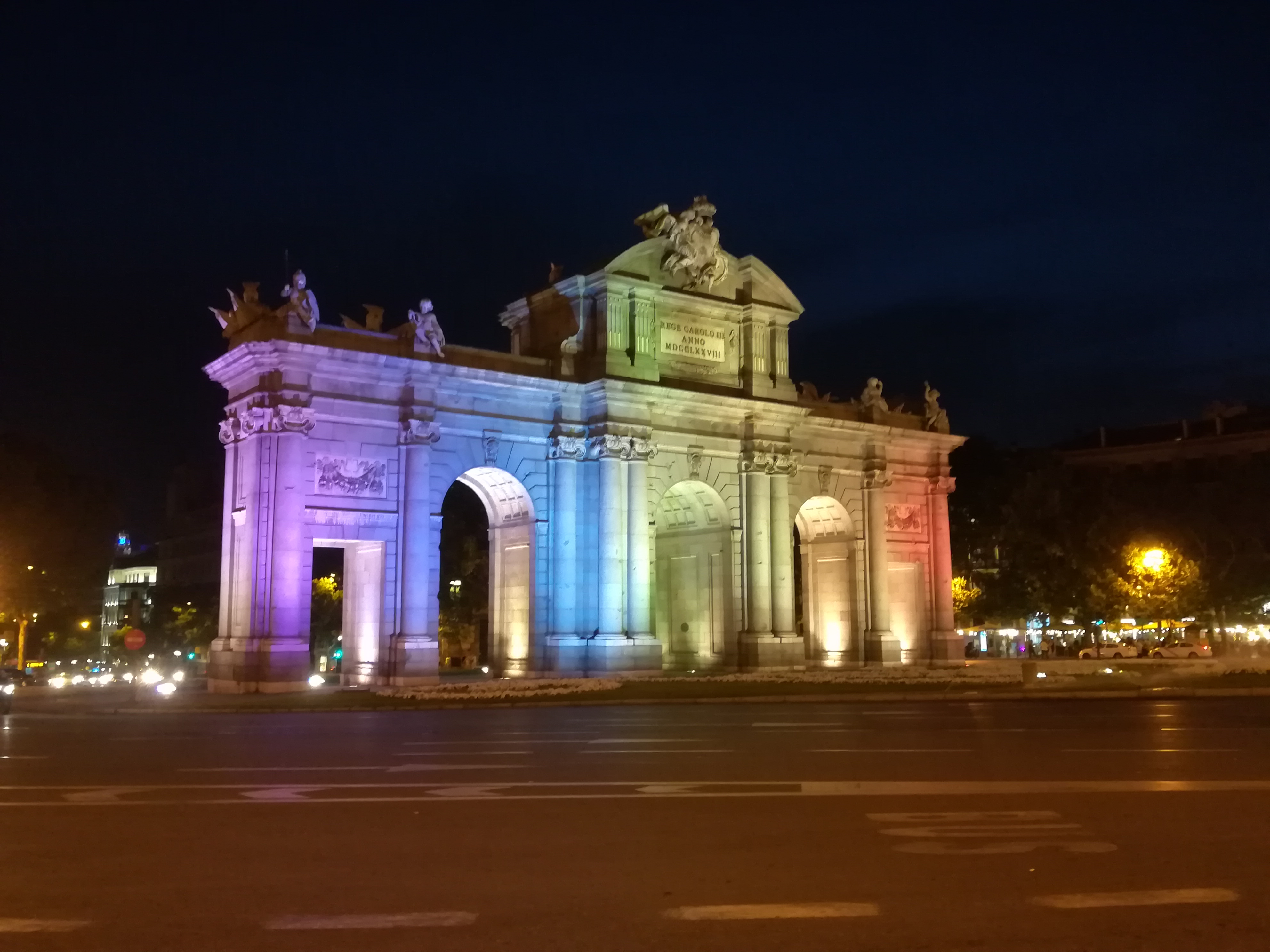
پورتا د آلکالا، مادرید، در جشن‌های پرایدجهانی۲۰۱۷ با رنگ‌های رنگین کمان روشن شد.

این جشن در مادرید همزمان با بیست و چهارمین جشنواره یوروپراید که برای دومین بار در پایتخت اسپانیا برگزار می‌شد (اولین جشن در سال ۲۰۰۷ بود) از ۲۳ ژوئن تا ۲ ژوئیه ۲۰۱۷ برگزار شد. شعار این رویداد "هر کسی را که دوست داری، مادرید دوستت دارد!"، بود و ترانه انتخاب شده به عنوان سرود " چه کسی اهمیت می‌دهد؟ " از آلاسکا و دیناراما بود، که مخصوص این رویداد با همکاری چندین خواننده محبوب اسپانیایی در میان جامعه ال‌جی‌بی‌تی، از جمله فانگوریا، تهیه شده بود.
پرایدجهانی ۲۰۱۷ همچنین با دو سالگرد مهم در تاریخ جامعه ال‌جی‌بی‌تی مصادف بود: چهلمین سالگرد اولین تظاهرات در حمایت از حقوق ال‌جی‌بی‌تی‌ها در اسپانیا، که در بارسلون در سال ۱۹۷۷ برگزار شد، و بیست و پنجمین سالگرد تأسیس فدراسیون ایالتی لزبین‌ها، گی‌ها، تراجنسی‌ها و دوجنسگرایان (FELGTB، از فدراسیون ایالتی لزبین‌ها، همجنس گرایان، تراجنس‌ها و دوجنس‌ها).
مراسم افتتاحیه این رویداد در تئاتر کالدرون در روز جمعه ۲۳ ژوئن ۲۰۱۷ برگزار شد. چند روز بعد، در روز دوشنبه، ۲۶ ژوئن، کنفرانس بین‌المللی حقوق بشر، در دانشگاه مستقل مادرید افتتاح شد. در روزهای بعدی چندین رویداد فرهنگی اتفاق افتاد، از جمله تظاهراتی گسترده در تاریخ ۱ ژوئیه، به همراه ۵۲ فلوت (نوعی سکوی تزیین شده حرکت کننده) در یک مسیر ۲ کیلومتری بین آتوچا (میدان امپراتور) و میدان کولون برگزار شد. مراسم اختتامیه پرایدجهانی در تاریخ ۲ ژوئیه در دروازه آلکالا برگزار شد و چوب دستی را برای جشن پرایدجهانی ۲۰۱۹ به نیویورک دادند.

## استون وال ۵۰ - پرایدجهانی، نیویورک ۲۰۱۹
در سال ۲۰۱۹، نیویورک و جهان بزرگترین جشن بین‌المللی پراید در تاریخ را با نام (استون وال ۵۰ - پرایدجهانی نیویورک ۲۰۱۹) جشن گرفتند، این رویداد توسط سازمان میراث افتخار سازمان دهی شده و همزمان با بزرگداشت پنجاهمین سالگرد شورش‌های استون‌وال، با پنج میلیون تماشاگر در منهتن برگزار شد. این مراسم همزمان با جشن پنجاهمین سالگرد شورش‌های استون‌وال، که در ۲۸ ژوئن ۱۹۶۹ در محله دهکده گرینیچ شهر نیویورک رخ داد و به عنوان آغاز جنبش مدرن حقوق همجنسگرایان شناخته می‌شود، برگزار شد. (اکنون بیشتر به عنوان نماد مبارزه برای حقوق ال‌جی‌بی‌تی(LGBTQIA)شناخته می‌شود).

## پرایدجهانی، کپنهاگ - مالمو ۲۰۲۱
برای اولین بار در تاریخ، پرایدجهانی از ۱۲ تا ۲۲ اوت ۲۰۲۱ در دو شهر دو کشور برگزار می‌شود، کپنهاگ، پایتخت دانمارک و شهر همسایه ،مالمو، در کشور سوئد در منطقه ارسوند. پرایدجهانی با همکاری مالمو پراید و کپنهاگ پراید به عنوان همکار در این دو شهر برگزار می‌شود. این دو شهر برای رفت‌وآمد با هم ۱۵ دقیقه فاصله دارند. این برنامه با یوروگیمز و سایر فعالیت‌هایی که همزمان در همان منطقه برگزار می‌شوند ترکیب خواهد شد. رویداد پرایدجهانی همزمان با سالگرد دو رویداد مربوط به ال‌جی‌بی‌تی خواهد بود: هفتاد سال از اولین جراحی ترمیمی دستگاه تناسلی موفق دنیا در دانمارک در سال ۱۹۵۱ و پنجاهمین سالگرد تأسیس بخش دانمارکی سازمان آزادی‌خواه گی در سال 1971
ولیعهد دانمارک حامی این رویداد است و از این رو او اولین پادشاهی است که به عنوان حامی یک رویداد بزرگ ال‌جی‌بی‌تی خدمت می‌کند.
به دلیل دنیاگیری کووید-۱۹ مراسم افتتاحیه این رویداد برگزار نشد، پراید جهانی ۲۰۲۱ به صورت محدود برگزار شد.

## پرایدجهانی، سیدنی ۲۰۲۳
در اجلاس عمومی سالانه اینترپراید سیصد نماینده در اکتبر ۲۰۱۹، در یونان، سیدنی استرالیا را به عنوان میزبان پرایدجهانی ۲۰۲۳ انتخاب کردند، این اولین باری است که پرایدجهانی در نیمکره جنوبی برگزار می‌شود. سیدنی با ۶۰٪ آرا را از سایر مدعیان پیشنهادی مونترال، کانادا (۳۶٪) و هوستون، تگزاس (۳٪) جلو زد.
پرایدجهانی ۲۰۲۳ همزمان با پنجاهمین سالگرد اولین هفته افتخار همجنسگرایان استرالیا، چهل و پنجمین سالگرد اولین ماردی گرای سیدنی و پنجمین سالگرد برابری ازدواج در استرالیا برگزار خواهد شد. بر اساس سند مناقصه، هدف اعلام شده پرایدجهانی سیدنی ۲۰۲۳ تجلیل از تنوع فرهنگ و هویت در منطقه آسیا و اقیانوسیه و پرداختن به نقض گسترده حقوق بشر در این منطقه است.
پرایدجهانی سیدنی بین ۱۶ فوریه و ۴ مارس در تابستان ۲۰۰۳ در استرالیا برگزار می‌شود و شامل یک جشنواره برای دوره ۴۵ سالگی ماردی گرای سیدنی و جشنواره جهانی پراید ۲۰۲۳ است. یک کنفرانس سه روزه هم با محور اصلی حقوق بشر و به‌طور گسترده‌تر با تمرکز بر تجارب خشونت، شکنجه، آزار، تبعیض و آزار و اذیت افراد ال‌جی‌بی‌تی در منطقه آسیا و اقیانوسیه برگزار خواهد شد. سایر رویدادهای اعلام شده عبارتند از:
- مراسم دود بومیان و خوشامد گویی به استرالیا
- مراسم افتتاحیه پرایدجهانی
- رژه چهل و پنجمین سالگرد ماردی گرای سیدنی
- مهمانی ۴۵ سالگی ماردی گرای سیدنی
- پذیرایی اینترپراید
- مهمانی در ساحل بوندای
- جشنواره بین‌المللی هنرهای ماردی گرای
- سی امین سالگرد جشنواره فیلم ماردی گرای
- کنسرت گالری First Nations
- فینال بزرگ سیسی توپ
- پرایدجهانی مارس
- مراسم اختتامیه پرایدجهانی

## پراید جهانی، کائوهسیونگ 2025
پراید جهانی 2025 در کائوهسیونگ تایوان برگزار می‌شود.

## یادداشت
1. ↑  از ژوئن ۲۰۱۹، پراید نیویورک بزرگترین رژه پراید در آمریکای شمالی است. این رژه در سال ۲۰۱۵ ۲٫۱ میلیون نفر شرکت کننده داشت که در سال ۲۰۱۶ به ۲٫۵ میلیون نفر رسید.[۶] و در سال ۲۰۱۸ حدود دو میلیون نفر حضور داشتند.[۷]در سال ۲۰۱۹ این رویداد ۵ میلیون شرکت کننده داشت.[۸][۹][۱۰] با برآورد حضور چهار میلیون نفر در رژه.[۱۱][۱۲]

پرایدجهانی سائو پائولو، برزیل، بزرگترین رویداد پراید در آمریکای جنوبی بود و توسط رکوردهای جهانی گینس به عنوان بزرگترین رژه پراید جهان با شروع ۲٫۵ میلیون نفر در سال ۲۰۰۶ به ثبت رسید.[۱۳] آن‌ها در سال ۲۰۰۹ دوباره با ۹ میلیون شرکت کننده رکورد را شکستند.[۱۴] آن‌ها این عنوان را از سال ۲۰۰۶ تا ۲۰۱۶ نگه داشتند.[۱۵] آن‌ها در سال ۲۰۰۷ ۵میلیون شرکت کننده داشتند.[۱۶][۱۷] از سال ۲۰۱۹ هر ساله سه تا پنج میلیون شرکت کننده دارد.[۱۸]

رژه افتخار در مادرید، اسپانیا هنگام برگزاری پرایدجهانی در سال ۲۰۱۷ ۳٫۵ میلیون شرکت کننده داشت.[۱۷]

از ژوئن ۲۰۱۹ بزرگترین رویدادهای ال‌جی‌بی‌تی شامل موارد زیر است:
  - در آسیا ،تایوان پراید در تایپه است.[۱۷]
  - در خاورمیانه تل آویو پراید در اسرائیل[۱۷]
  - در اقیانوسیه، استرالیا ماردی گرای سیدنی[۱۹]
  - در آفریقا، آفریقای جنوبی ژوهانسبورگ پراید[۲۰]